# Alphus similis
Alphus similis är en skalbaggsart som beskrevs av Martins 1985. Alphus similis ingår i släktet Alphus och familjen långhorningar.
Artens utbredningsområde är Paraguay. Inga underarter finns listade i Catalogue of Life.